# Dans les bois (film lituanien)
Pour les articles homonymes, voir Dans les bois.
Pour plus de détails, voir Fiche technique et Distribution.
Dans les bois est un documentaire lituanien réalisé par Mindaugas Survila, sorti en 2017.

## Synopsis
Dans ce film documentaire sans commentaire ni dialogues, le réalisateur Mindaugas Survila pose sa caméra en Lituanie, au cœur d'une des dernières forêts primaires d'Europe. À partir des sons et des images captés dans la nature, Mindaugas Survila plonge le spectateur au plus près de la faune sauvage : loups, bisons, blaireaux et petits rongeurs, grands tétras et rapaces, cigognes et vipères... L'expérience par la captation sonore et le montage des séquences est saisissante :  les spectateurs sont au cœur de la forêt au plus près des animaux filmés,.

## Accueil

### Prix et récompenses
- Prix spécial du jury au Matsalu International Nature Film Festival de Tallinn (Estonie, 2018).
- Prix du meilleur film au Wolves Independent International Film de Vilnius (Lituanie, 2018)